# Bregninge-Bjergsted-Alleshave Sogn

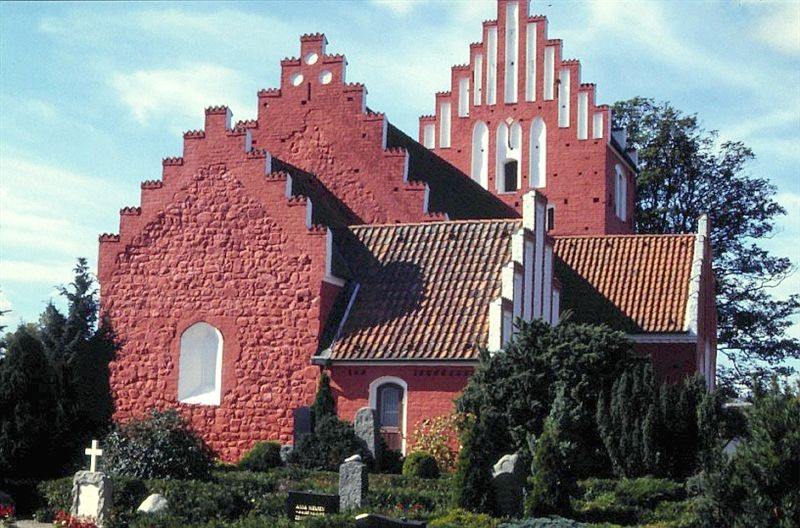
Bregninge Kirke

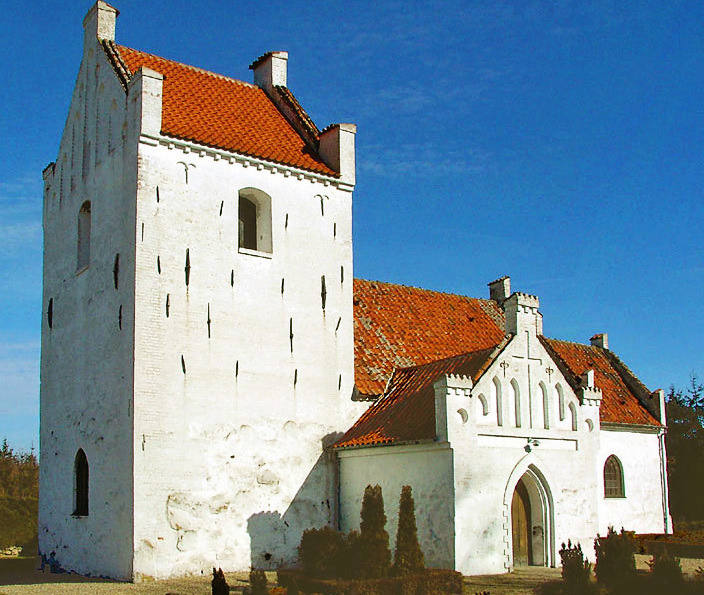
Bjergsted Kirke

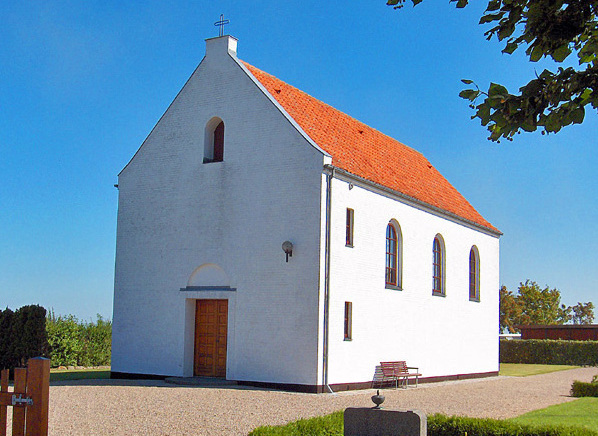
Alleshave Kirke

Bregninge-Bjergsted-Alleshave Sogn ist eine Kirchspielsgemeinde (dän.: Sogn) auf der dänischen Insel Seeland, die am 1. Januar 2020 durch den Zusammenschluss der Kirchspiele Alleshave Sogn, Bregninge Sogn und Bjergsted Sogn entstand.
Bis 1970 gehörte sie zur Harde Skippinge Herred im damaligen Holbæk Amt, danach zur Bjergsted Kommune im Vestsjællands Amt, die wiederum im Zuge der Kommunalreform zum 1. Januar 2007 in der erweiterten Kalundborg Kommune in der Region Sjælland aufgegangen ist. Der ehemalige Kirchenbezirk „Alleshave Kirkedistrikt“, der westlich auf dem Gebiet des Bregninge Sogn gelegen hatte, war erst am 1. Oktober 2010 als Alleshave Sogn eigenständig geworden.
Am 1. Januar 2023 lebten 1.776 Einwohner im Kirchspiel, davon 237 in der Ortschaft Eskebjerg und 421 in der Ortschaft Kaldred. Die „Bregninge Kirke“, die „Alleshave Kirke“ und die „Bjergsted Kirke“ liegen auf dem Gebiet der Gemeinde.
Nachbargemeinden sind im Südwesten Viskinge-Avnsø Sogn, im Westen Værslev Sogn und im Nordosten Føllenslev-Særslev Sogn, ferner auf dem Gebiet der östlich angrenzenden Holbæk Kommune im Nordosten Hjembæk-Svinninge Sogn und im Südosten Jyderup Sogn und Holmstrup Sogn. Im Norden grenzt das Kirchspiel an den Samsø Bælt.